# Admirável Mundo Novo
Admirável Mundo Novo (Brave New World na versão original em língua inglesa) é um romance escrito por Aldous Huxley e publicado em 1932. A história se passa em Londres no ano 2540 (632 DF - "Depois de Ford" - no livro), o romance antecipa desenvolvimentos em tecnologia reprodutiva, hipnopedia, manipulação psicológica e condicionamento clássico, que se combinam para mudar profundamente a sociedade. 
Junto a 1984 (Nineteen Eighty-Four) de George Orwell e Fahrenheit 451 de Ray Bradbury, consideram-se as três grandes distopias literárias do século XX. Huxley respondeu a este livro com uma reavaliação em um ensaio, Regresso ao Admirável Mundo Novo (1958), e A Ilha (1962). O título tem a sua origem no ato V da obra A tempestade de William Shakespeare, quando Miranda pronuncia o seu discurso.
Em 1999, a Modern Library classificou o Admirável Mundo Novo quinto em sua lista dos 100 melhores romances de língua inglesa do século XX. Em 2003, Robert McCrum, escrevendo para o The Observer, incluiu o livro cronologicamente no número 53 "nos 100 melhores romances de todos os tempos" e a obra foi listada no número 87 na pesquisa "The Big Read" da BBC.

## Enredo
O personagem Bernard Marx sente-se insatisfeito com o mundo onde vive, em parte porque é fisicamente diferente dos integrantes da sua casta. Num reduto onde vivem pessoas dentro dos moldes do passado uma espécie de "reserva histórica" — semelhante às atuais reservas indígenas — onde preservam-se os costumes "selvagens" do passado (que corresponde à época em que o livro foi escrito), Bernard encontra uma mulher oriunda da civilização, Linda, e o filho dela, John. Bernard vê uma possibilidade de conquista de respeito social pela apresentação de John como um exemplar dos selvagens à sociedade civilizada.
Para a sociedade civilizada, ter um filho era um ato obsceno e impensável, ter uma crença religiosa era um ato de ignorância e de desrespeito à sociedade. Linda, quando chegada à civilização foi rejeitada pela sociedade.
O livro desenvolve-se a partir do contraponto entre esta hipotética civilização ultra-estruturada (com o fim de obter a felicidade de todos os seus membros, qualquer que seja a sua posição social) e as impressões humanas e sensíveis do "selvagem" John que, visto como algo aberrante, cria um fascínio estranho entre os habitantes do "Admirável Mundo Novo".
Aldous Huxley escreveu, mais tarde, outro livro, chamado Regresso ao Admirável Mundo Novo, sobre o assunto: um ensaio onde demonstrava que muitas das "profecias" do seu romance estavam a ser realizadas graças ao "progresso" científico, no que diz respeito à manipulação da vontade de seres humanos.

## Personagens

### Por ordem de aparição
- Thomas "Tomakin", Alfa, Diretor de Incubação e Condicionamento (D.I.C.) de Londres.
- Henry Foster, Alfa, Administrador de Incubação e foi um dos companheiros de Lenina.
- Lenina Crowne, Beta-Mais, Vacinadora no Centro Incubação e Condicionamento. Ela usa verde, porém sempre diz que está feliz por não ser uma Gama. (Betas usam Amora, Gamas usam Verde). Amada por John, o Selvagem, e Bernard Marx.
- Polly Trotsky, (Casta indefinida), uma menina que brinca de jogos eróticos no jardim do Centro Incubação e Condicionamento.
- Mustapha Mond Alfa-Mais-Mais, Administrador Residente da Europa Ocidental. Um dos dez Administradores Mundiais (os outros nove, presumidamente, devem atuar em diferentes localidades do mundo.)
- Diretor-Adjunto de Predestinação, (Casta indefinida), amigo de Henry Foster. Conversa com Henry sobre ter relações com Lenina.
- Bernard Marx, Alfa-Mais, Psicólogo (especializado em hipnopedia). Gosta de Lenina e foi um dos companheiros dela.
- Fanny Crowne, Beta, embriologista.
- George Edzel, (Casta indefinida), amigo de Lenina, viajou com ela para o polo Norte.
- Benito Hoover, Alfa, amigo de Lenina. Convidou-a para viajar para o polo Norte com ele (mas ela preferiu o convite de Bernard para o Novo México). Desafeto de Bernard.
- Helmholtz Watson, Alfa-Mais, Professor do Colégio de Engenharia Emocional (Seção de Redação), melhor amigo e confidente de Bernard Marx e John, O Selvagem.
- Miss Keate, Diretora do Colégio Eton.
- Primo Mellon, um repórter do jornal para castas superiores Rádio Horário que tenta entrevistar John, O Selvagem.
- Darwin Bonaparte, um paparazzo que traz a atenção do mundo para o eremita John.

### De Malpais
- John, O Selvagem ("Sr. Selvagem"), filho de Linda e Thomas (Tomakin/D.I.C.). Rejeitado tanto na civilização primitiva como na moderna.

- Linda, uma Beta-Menos. Mãe de John, O Selvagem e antigo amor perdido de Thomas. Ela é da Inglaterra e ficou grávida de John quando se perdeu de Thomas em uma viagem para o Novo México. Ela é desprezada tanto pelo povo selvagem, por causa de seu comportamento "civilizado", quanto pelo povo "civilizado" por sua aparência antissocial. Seu sobrenome é uma referência ao mago e escritor inglês Aleister Crowley (12 de Outubro de 1875 – 1 de Dezembro de 1947). Crowley também escrevera muitos artigos mágicos sobre uma utópica sociedade perfeita chamada Cidade das Estrelas.

- Popé, um nativo de Malpaís. Embora ele seja o causador dos sentimentos de ódio por Linda em Malpais por dormir com ela e trazer-lhe "Mescal" e "Peyotl" (drogas nativas que segundo Linda deixam-na indisposta e com náuseas), ele ainda mantém as crenças tradicionais de sua tribo. John tenta matá-lo, quando ainda era pequeno.

### Complementares
Esses são os personagens reais ou fictícios que morreram antes dos eventos do livro, mas são citados no romance:
- Henry Ford, que se transformou numa figura messiânica para o Estado Mundial. "Oh Ford" ou "Nosso Ford" (our Ford), é usado no lugar de "Oh Senhor" ou "Nosso Senhor" (our Lord), como crédito por sua invenção da Linha de Montagem. Ford é o idealizador do modelo industrial focado na mecanização, padronização da produção e divisão do trabalho em etapas, com separação entre trabalho manual e intelectual. O papel do estado neste modelo seria o de agente regulador.

- Sigmund Freud, "Nosso Freud" (our Freud) é algumas vezes citado no lugar de "Nosso Ford". A junção de Ford e Freud no mesmo personagem pode dever-se à tentativa de Freud de organizar o aparelho psíquico, sugerindo que cada sistema teria sua função, o que remete ao modelo de Ford. O conflito entre a satisfação da sexualidade e a repressão ética e moral toma forma com a “segunda teoria tópica”, na qual o SUPEREGO julga, critica, censura e proíbe, baseado nas regras aprendidas com os pais e educadores.

Cap. 3 Mustapha Mond: "Our Ford-or Our Freud, as, for some inscrutable reason, he chose to call himself whenever he spoke of psychological matters…". Traduzindo "Nosso Ford – ou nosso Freud, como, por alguma razão inescrutável, preferia ser chamado sempre que tratava de assuntos psicológicos…"
- H. G. Wells, "Dr. Wells", Escritor britânico e socialista utópico, cujo livro Men Like Gods foi um incentivo para Admirável Mundo Novo. Huxley escreveu em suas cartas: "All's well that ends Wells" (claro jogo de palavras utilizando o conhecido provérbio "Tudo bem quando termina bem" utilizado também por Shakespeare como título de uma de suas peças) para criticar Wells por seus pressupostos antropológicos ao qual Huxley achava irrealista.

- Ivan Petrovich Pavlov, um dos teorizadores do condicionamento clássico (outro teorizador foi o psicólogo estadunidense John B. Watson, possivelmente o personagem Helmholtz Watson serve de alusão para John B. Watson). No romance o condicionamento clássico é utilizado em bebês.

- William Shakespeare, cujas peças banidas são citadas em várias partes do romance por John, O Selvagem. As peças citadas incluem Macbeth, A Tempestade, Romeu e Julieta, Hamlet, Rei Lear, Sonho de uma Noite de Verão, Medida por Medida e Otelo. Mustapha Mond também as conhece porque ele, como um Administrador Mundial, tem acesso a uma seleção de livros de toda a história da humanidade, tal como a Bíblia.

- Karl Marx, filósofo alemão que escreveu, entre outros, O Manifesto Comunista, no qual aborda temas sociais como a alienação do trabalho humano e a luta de classes. O personagem Bernard Marx, questionador da sociedade em que vive, recebeu o sobrenome adequadamente.

- Charles Darwin, naturalista britânico, publicou “A Origem das Espécies”, onde propôs a teoria da seleção natural. Desta forma ele evidenciou, assim como fez Darwin Bonaparte, nossa origem selvagem e primitiva.

- Napoleão Bonaparte, comandante de exército, filósofo e político. Teve seu nome citado talvez por ter apoiado o movimento revolucionário, contrariando a imensa maioria dos oficiais formados nas academias francesas, acessíveis somente à elite aristocrata.

- Thomas Malthus, cujo nome é usado para descrever a técnica anticonceptiva (cinto malthusiano) praticado pelas mulheres do Estado Mundial. Darwin, na concepção de sua teoria da seleção natural, considerou o raciocínio de Malthus, de que a população humana aumenta mais rapidamente que a produção de alimentos. Darwin concluiu que isso levaria a uma competição na qual o mais apto sobreviveria.

## Castas
| Castas  | Cores            | Jornais                           | Processo Bokanovsky |
| ------- | ---------------- | --------------------------------- | ------------------- |
| Alfa    | Cinza (Grey)     | Rádio Horário (Hourly Radio)      | Não                 |
| Beta    | Amora (Mulberry) | Rádio Horário (Hourly Radio)      | Não                 |
| Gama    | Verde (Green)    | Gazeta dos Gamas (Gamma Gazette)  | Sim                 |
| Delta   | Cáqui (Khaki)    | Espelho dos Deltas (Delta Mirror) | Sim                 |
| Ípsilon | Preto (Black)    | -                                 | Sim                 |

## Recepção crítica
Após a publicação, Rebecca West elogiou Admirável Mundo Novo como "o romance mais consumado escrito por Huxley", Joseph Needham o elogiou como "o livro notável do Sr. Huxley", e Bertrand Russell também o elogiou, afirmando: "O Sr. Aldous Huxley mostrou sua habilidade magistral habitual em Admirável Mundo Novo".
No entanto, a obra também recebeu respostas negativas de outras críticas contemporâneas, embora seu trabalho tenha sido posteriormente abraçado.
Em um artigo na edição de 4 de maio de 1935 da The Illustrated London News, G. K. Chesterton explicou que Huxley estava se revoltando contra a "Idade das Utopias". Grande parte do discurso sobre o futuro do homem antes de 1914 baseou-se na tese de que a humanidade resolveria todas as questões econômicas e sociais. Na década que se seguiu à guerra, o discurso mudou para o exame das causas da catástrofe. As obras de H. G. Wells e George Bernard Shaw sobre as promessas do socialismo e de um Estado Mundial foram então vistas como ideias de otimistas ingênuos. Chesterton escreveu:
Depois da Era das Utopias veio o que podemos chamar de Era Americana, durando tanto quanto o Boom. Homens como Ford ou Mond pareciam que resolveriam o enigma social e fizeram do capitalismo o bem comum. Mas não era nativo de nós; foi com um otimismo flutuante, para não dizer flagrante, o que não é o nosso otimismo negligente ou negativo. Muito mais do que a justiça vitoriana, ou mesmo a auto-justiça vitoriana, esse otimismo levou as pessoas ao pessimismo. Pois a Queda trouxe ainda mais desilusão do que a Guerra. Uma nova amargura e uma nova perplexidade, atravessavam toda a vida social e se refletiam em toda literatura e arte. Era desdenhoso, não só do antigo capitalismo, mas do antigo socialismo. Admirável Mundo Novo é mais uma revolução contra a utopia do que contra a Vitória.

## Regresso ao Admirável Mundo Novo
Regresso ao Admirável Mundo Novo (em inglês:  Brave New World Revisited; Harper & Brothers, EUA, 1958; Chatto & Windus, Reino Unido, 1959) foi escrito por Huxley quase 30 anos após Admirável Mundo Novo, era um trabalho de não ficção em que Huxley considerava se o mundo tinha ido para longe ou perto de sua visão do futuro a partir da década de 1930. Ele acreditava quando escreveu o romance original aquele cenário era uma estimativa razoável do mundo no futuro. Em Regresso ao Admirável Mundo Novo, ele conclui que o mundo estava se tornando como a história do livro muito mais rápido do que ele originalmente imaginou.
Huxley analisou as causas disso, como a superpopulação, bem como todos os meios pelos quais as populações podem ser controladas. Ele estava particularmente interessado nos efeitos de drogas e sugestão subliminar. Regresso ao Admirável Mundo Novo é diferente em tom por causa do pensamento em evolução de Huxley, bem como a sua conversão ao vedanta hindu entre os dois livros.
O último capítulo do livro propõe ações que possam ser tomadas para evitar que uma democracia se torne o mundo totalitário descrito na obra. No último romance de Huxley, A Ilha, ele expõe idéias semelhantes para descrever uma nação utópica, que geralmente é conhecida como uma contrapartida para o seu trabalho mais famoso.

## Adaptações
O livro foi adaptado ao cinema em duas ocasiões: Brave New World (1980), um filme de televisão dirigido por Burt Brinckerhoff e Brave New World (1998), um filme de televisão dirigido por Leslie Libman e Larry Williams. Em 2020 uma série baseada na obra foi lançada pelo sistema de streaming da HBO.

## Cultura popular
A letra da canção Admirável Gado Novo, do final de 1979 é uma metáfora desse livro, escrito cinco décadas antes do lançamento da música Admirável Gado Novo, lançada ainda em tempos de governo militar, na qual a substituição de Mundo para Gado se refere a seres humanos alienados, um povo que não pensa e não reflete sobre os fatos.
O álbum Brave New World do grupo inglês de Heavy Metal Iron Maiden, possui uma temática de capa que remete à ambientação do livro, e a canção Brave New World tem sua letra totalmente inspirada no livro. Além dessas, há, também, a canção Admirável Chip Novo, da cantora baiana Pitty, constante em seu álbum homônimo de 2003.